# Зброевич, Мирослав
Мирослав Зброевич (пол. Mirosław Zbrojewicz; род. 25 февраля 1957, Варшава, Польша) — польский актёр.

## Карьера
Известен как актёр озвучивания, подаривший свой голос персонажу Лето из Гулеты по прозвищу Убийца Королей в компьютерных играх «Ведьмак 2: Убийцы королей» и «Ведьмак 3: Дикая Охота» (польский дубляж). Он также сыграл небольшую роль ведьмака Сореля в польском сериале 2002-го года.
Помимо ролей в отечественном кинематографе, у Зброевича было несколько ролей в международных проектах. Так, например, он появился в фильме «Иностранец» со Стивеном Сигалом в главной роли, а также исполнил роль русского торговца оружием в одном из эпизодов немецкого сериала «Спецотряд Кобра 11».

## Озвучивание видеоигр
| Год  | Название                              | Роль                                            | Примечание      |
| ---- | ------------------------------------- | ----------------------------------------------- | --------------- |
| 2011 | Ведьмак 2: Убийцы королей             | Лето из Гулеты                                  | польская версия |
| 2015 | Ведьмак 3: Дикая Охота                | Лето из Гулеты                                  | польская версия |
| 2016 | Ведьмак 3: Дикая Охота — Кровь и вино | отшельник у озера Селяви / рубайла из Кринфрида | польская версия |
| 2021 | «Хроники Миртаны: Архолос»            | Родерих                                         |                 |

## Фильмография
| Год       |   | Русское название           | Оригинальное название                    | Роль                                            |
| --------- | - | -------------------------- | ---------------------------------------- | ----------------------------------------------- |
| 1992      | ф | Перстенёк с орлом в короне | Pierścionek z orłem w koronie            | украинец-насильник                              |
| 1995      | ф | Папа                       | Tato                                     | телохранитель                                   |
| 1995      | с | Экстрадиция                | Ekstradycja                              | работник ломбарда                               |
| 1997      | ф | Брат нашего Бога           | Brat naszego Boga                        | нищий                                           |
| 1997      | ф | Киллер                     | Kiler                                    | один из бандитов Сяжевского                     |
| 1999      | с | Комиссар Рекс              | Kommissar Rex                            | Войтек Баран                                    |
| 1999      | ф | Пан Тадеуш                 | Pan Tadeusz                              | русский офицер                                  |
| 1999      | ф | Якоб-лжец                  | Jakob the Liar                           | офицер СС                                       |
| 2000      | ф | Первый миллион             | Pierwszy milion                          | «Морда», подручный Кайзера                      |
| 2000      | ф | Парни не плачут            | Chłopaki nie płaczą                      | Анджей                                          |
| 2002      | с | Ведьмак                    | Wiedźmin                                 | Сорель, предводитель ведьмаков                  |
| 2003      | в | Иностранец                 | The Foreigner                            | человек со шрамом                               |
| 2004      | с | Спецотряд «Кобра 11»       | Alarm für Cobra 11 – Die Autobahnpolizei | Кутузов, торговец оружием                       |
| 2012—2013 | с | Время чести                | Czas honoru                              | американский солдат Майерс                      |
| 2012—2018 | с | Комиссар Алекс             | Komisarz Alex                            | шеф антитеррористического отдела / Людвик Розен |
| 2013      | ф | Тайна Вестерплатте         | Tajemnica Westerplatte                   | Ян Грычман                                      |
| 2014      | с | В добре и в зле            | Na dobre i na złe                        | бизнесмен Роман Бергер                          |
| 2018      | с | 1983                       | 1983                                     | Казимир Святобор                                |
| 2020      | ф | В лесу сегодня не до сна   | W lesie dziś nie zaśnie nikt             | почтальон-смолокур                              |